# Dysschema rubripicta
Dysschema rubripicta är en fjärilsart som beskrevs av Butler 1872. Dysschema rubripicta ingår i släktet Dysschema och familjen björnspinnare. Inga underarter finns listade i Catalogue of Life.